# Polje pri Bistrici
Polje pri Bistrici je naselje v Občini Bistrica ob Sotli.